# تود كاهون
تود كاهون (بالإنجليزية: Todd Cahoon)‏ مواليد 15 سبتمبر 1973 في سان خوسيه، هو ممثل أمريكي. من أبرز أعماله سي اس آي: نيويورك.

## الأعمال
- المسحورات
- دون أثر
- سي اس آي: نيويورك
- نيب/تك
- كولد كيس
- ربات بيوت يائسات

## روابط خارجية
- تود كاهون على موقع IMDb (الإنجليزية)
- تود كاهون على موقع ألو سيني (الفرنسية)
- تود كاهون على موقع أول موفي (الإنجليزية)
- تود كاهون على موقع قاعدة بيانات الفيلم (الإنجليزية)
- تود كاهون على موقع كينوبويسك (الروسية)